# Walkerella dubia
Walkerella dubia är en stekelart som först beskrevs av Girault 1916.  Walkerella dubia ingår i släktet Walkerella och familjen fikonsteklar. Inga underarter finns listade i Catalogue of Life.